# 米倉昌由
米倉 昌由（よねくら まさよし）は、江戸時代中期から後期にかけての大名。武蔵国金沢藩5代藩主。六浦藩米倉家8代。官位は従五位下・丹後守、主計頭。

## 略歴
安永6年（1777年）11月9日、3000石の旗本である米倉昌盈の次男として誕生。正室は米倉昌賢長女・清凛院。
寛政10年（1798年）、4代藩主・米倉昌賢が死去すると、その婿養子として跡を継ぎ、9月に11代将軍・徳川家斉に御目見し、12月に叙任する。そして馬場先門番、半蔵口門番、日光祭礼奉行、一橋門番などを歴任したが、享和3年（1803年）6月15日に病気を理由に養子・昌俊（水野忠鼎の九男）に家督を譲って隠居した。
文化6年（1809年）5月には剃髪して栄寛斎と号した。文化13年（1816年）12月23日、死去。享年40。

## 系譜
父母
- 米倉昌盈（実父）
- 米倉昌長の娘（実母）
- 米倉昌賢（養父）

正室
- 清凛院 ー 米倉昌賢の長女

養子
- 米倉昌俊 ー 水野忠鼎の九男